# Jawa Satu
Jawa Satu – плавуча установка з регазифікації та зберігання зрідженого природного газу (Floating storage and regasification unit, FSRU).

## Загальна інформація
Судно спорудили в межах єдиного проекту з терміналом ЗПГ Jawa Satu, який призначений для живлення зведеної на північному узбережжі індонезійського острова Ява ТЕС Ява-1. Власником установки виступили індонезійські Pertamina Power Indonesia (26%) та Humpuss (25%), а також японські Marubeni (20%), Mitsui (19%) і Sojitz (10%). При цьому Pertamina, Marubeni та Mitsui є співвласниками зазначеної теплової електростанції, а Mitsui та Humpuss спеціалізуються на морських операціях.
Розміщена на борту регазифікаційна установка має чотири лінії продуктивністю по 2,8 млн м3 на добу, втім, одна з них є резервною, тому номінальна продуктивність установки рахується як 8,5 млн м3 на добу. Продукція видається під тиском 7 МПа. Зберігання ЗПГ відбувається у резервуарах загальним об’ємом 170 000 м3. 
Судно має чотири основні генератори – три потужністю по 3,65 МВт та один з показником 2,75 МВт. Крім того, передбачено резервний генератор потужністю 0,85 МВт.
Jawa Satu спроектовано з розрахунку на 25 років служби із однією постановкою для огляду у сухий док протягом цього періоду. 
Будівником Jawa Satu виступила південнокорейська верф Samsung Heavy Industries у Кодже. Судно передали замовнику 31 грудня 2020 року.

## Служба судна
У лютому 2021-го установка прибула для першої операції з охолодження резервуарів (cool-down) на індонезійський завод ЗПГ Бонтанг (острів Калімантан). В квітні воно вже перебувало на терміналі Jawa Satu і прийняло тут перший пробний вантаж ЗПГ з танкера Tangguh Towuti. Будівництво електростанції на той час вже перебувало на завершальному етапі і її повне введення в експлуатацію очікувалось у 2022 році.